# ブルネイ帝国
ブルネイ帝国（ブルネイていこく、マレー語: Negara Brunei）、またはブルネイ・スルターン国（ブルネイ・スルターンこく）は、かつてボルネオ島北部のブルネイ一帯を支配したマレー人によるスルターン国家であった。隣国のマラッカ王国がポルトガルに陥落したこともあり、15世紀頃イスラームに改宗した。最盛期にはボルネオ島沿岸部やフィリピンの一部までもを支配下に置いたが、17世紀以降次第に衰退していった。1888年、イギリスの保護国となり滅亡した。

## 概要
ブルネイ帝国に関する歴史は、当時の史料でもほぼ言及されていないために史実の裏付けが乏しく、帝国史を理解することは非常に難しいのが現状である。現地や土着の史料にも帝国に関する証拠を示すものは存在しない。従って、ブルネイ初期の歴史については、同時期の中国王朝が残した史料に長年依存してきた。中国の歴史書には「渤泥（ぼつでい）」という言葉が出てくるが、これがボルネオ島全体を指すと考えられている。また、「婆利（ばり）」をブルネイと考える研究者も存在するが、こちらについてはバリ島を指すとの指摘もあり定かではない。

## 政治体制
ブルネイ帝国は本質的に独裁体制であった。帝国は皇帝直轄領（Kerajaan）、公領（Kuripan）、世襲私領（Tulin）の3種の伝統的な土地制度によって成り立っていた。

## 歴史

### 初期
渤泥と中国との初期の外交については、10世紀後半に北宋で編纂された『太平寰宇記』に記録されている。1225年、南宋の官僚である趙汝适により、渤泥が自国の貿易を守るために100隻の軍艦を保有し、多くの富を築いていることが報告された。14世紀には、ブルネイはジャワの勢力の支配下となった。1365年にムプ・プラパンカによって編纂された『ナーガラクルターガマ』では、バルネがマジャパヒト王国の属国とされる記述が見られ、年間40斤の樟脳を朝貢していたことが分かっている。1369年、スールー王国が婆利を襲撃し、財宝や金を略奪した。マジャパヒト王国の艦隊はスールー王国の軍勢を追い払ったが、この襲撃により婆利は弱体化した。中国の歴史書における1371年の記述に拠れば、婆利は衰退の一途を辿り、マジャパヒト王国の完全な支配下に置かれていた。

### 拡大

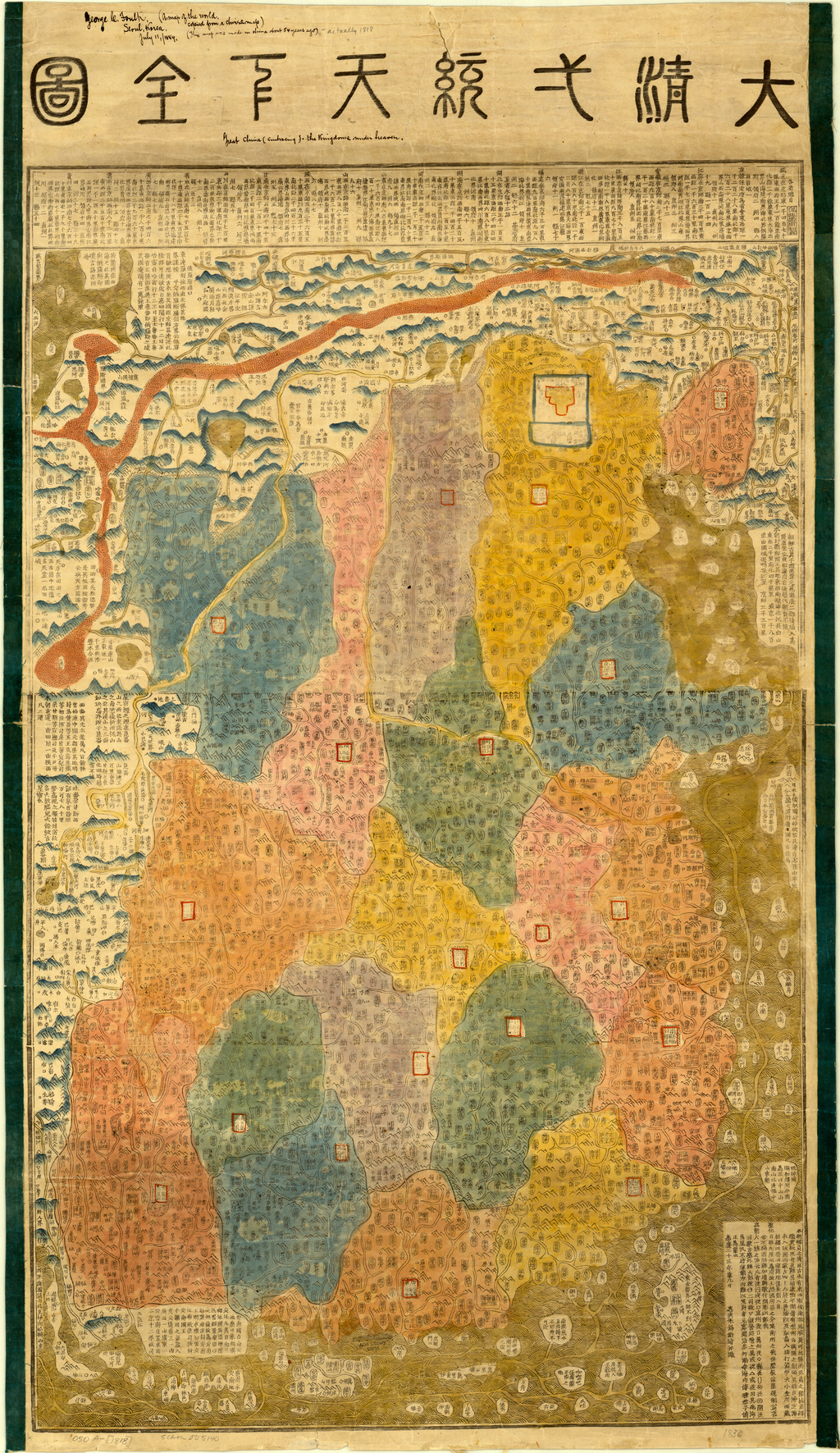
1818年に清で製作された『大清弌統天下全図』。ブルネイを始めとして、海南、台湾、ジャワ、ジョホール、大南、カンボジアの諸地域が清朝の支配下にある。

ブルネイ帝国の領土の変遷（1400年～1890年）。

1389年にマジャパヒト王国の国王ハヤム・ウルクが崩御すると、王国は衰退期に入り、海外の財産を管理することが出来なくなった。これはブルネイにとって勢力拡大の絶好の機会であった。1403年、明で永楽帝が即位したが、彼は直ちに各地に使者を派遣して宮廷に敬意を表するよう要請した。これを受け、ブルネイは直ちに朝貢体制を取った。
15世紀までにブルネイの王はイスラームへ改宗し、帝国もイスラーム国家へと変貌した。これには、海上交易によりブルネイにやってきたインド人のムスリムやアラブ商人の影響が反映されている。交易はボルネオ北部を中心に行われたため、後にボルネオ北部は東西の交易における要所となっていった。なお、海洋力に頼っていた帝国の支配は沿岸や港湾、河口などの地域にしか及んでおらず、最後まで島の中心部に至ることはなかった。現地の歴史家はブルネイ帝国を「制海権帝国」と見なしている。ブルネイの王はオラン・ラウトやバジャウ族などの水上生活者と友好関係にあったとみられ、帝国の艦隊も彼らが構成していた。しかし、前述の通り帝国の支配域は島内部まで及ばなかったため、ボルネオの内陸民族であるダヤク族を支配下に置くことは出来なかった。
隣国のマラッカ王国を崩壊させたポルトガルの商人は、1530年頃からブルネイ帝国と定期的に交易を行うようになった。商人によると、当時のブルネイの首都は石垣に覆われていたという。
第5代スルターンのボルキア治世下で、ボルネオ北西部の沿岸地域（現在のブルネイ、サラワク、サバ）やセルドン（現在のマニラ）、ミンダナオ島の一部を含むスールー諸島を支配した。16世紀にはさらに帝国の支配域は拡大し、カリマンタン西部のカプアス川デルタ地帯に到達している。カリマンタン西部のサンバス・スルターン国やフィリピン南部のスールー王国は特に、ブルネイ帝室との王朝関係を発展させていた。その他、ポンティアナック・スルターン国やクタイ王国、バンジャール・スルターン国なども、ブルネイのスルターンを彼らの代表者として捉えていた。とはいえ、ボルネオ島やスールー諸島に点在していたマレー人のスルターン国とブルネイ帝国との関係は現在でも研究の対象である。他国の政治体制がその他のスルターン国に影響を与えている例はほかにも見られ、バンジャール・スルターン国はブルネイ帝国以外にもジャワ島のドゥマク王国から影響を受けていた。

### 滅亡
17世紀末までに、ブルネイ帝国は継承を巡る内戦やヨーロッパの植民地拡大、海賊行為などに巻き込まれ、次第に衰退していった。フィリピンにはスペインが侵入し、ボルネオ南部にはオランダが、ラブアン、サラワク、ボルネオ北部にはイギリスが忍び寄り、西洋列強によって帝国の領地は次々と失われていった。1888年、スルターンのハーシム・ジャリルル・アラム・アクァマッディーンはイギリスにこれ以上の侵攻を止めるよう訴えた。同年、イギリスは「保護条約」に調印し、ブルネイはイギリスの保護国となった。これにより、約500年間に亘りブルネイを支配した帝国は崩壊し、以降1984年の独立までイギリスの支配下に置かれることになる。